# Дубровиця Мала
Дубровиця Мала, або Домбровиця-Мала (пол. Dąbrowica Mała) — село в Польщі, у гміні Піщаць Більського повіту Люблінського воєводства. Населення — 286 осіб (2011).

## Історія

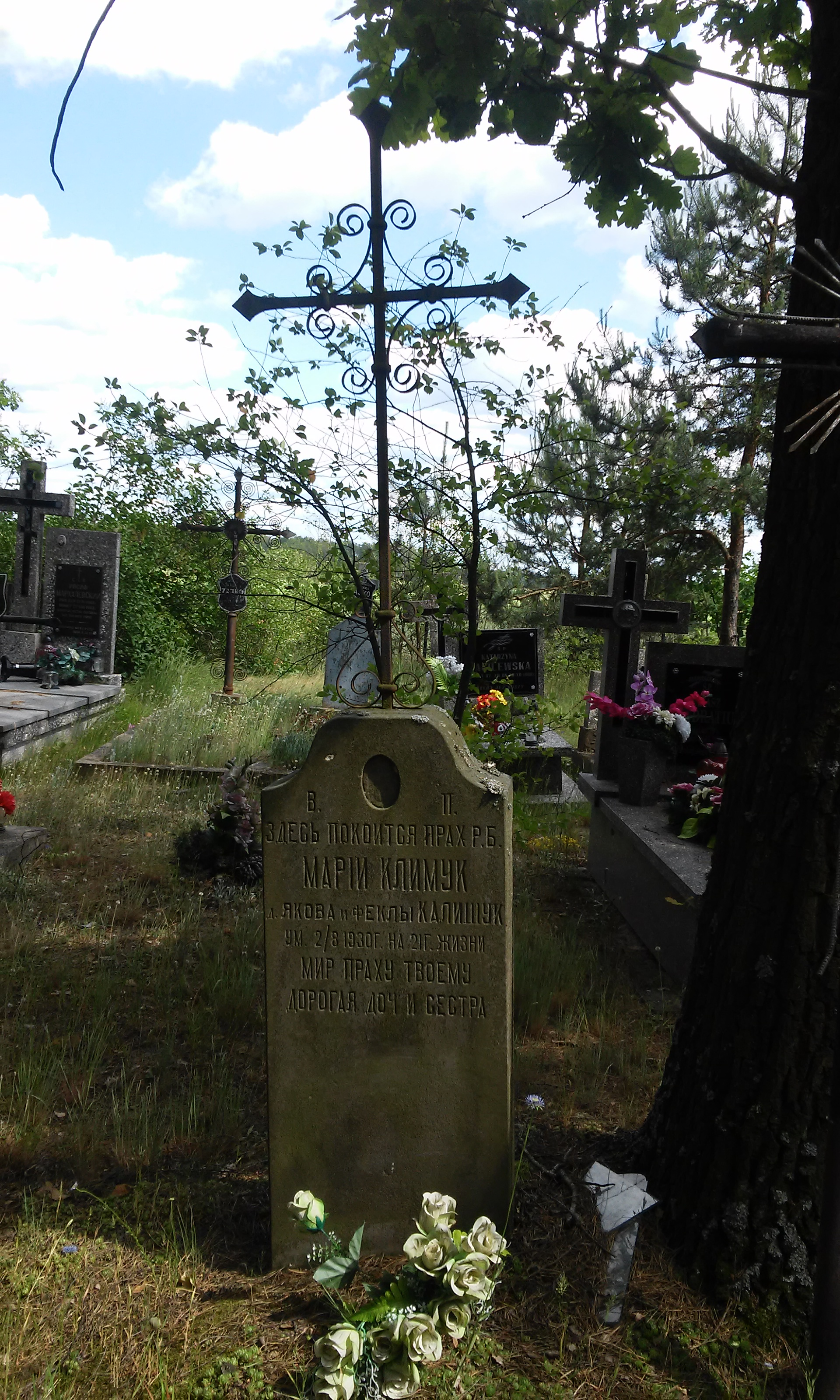
Православний цвинтар

За даними етнографічної експедиції 1869—1870 років під керівництвом Павла Чубинського, у селі переважно проживали греко-католики, які розмовляли українською мовою.
У 1975—1998 роках село належало до Білопідляського воєводства.

## Населення
Демографічна структура станом на 31 березня 2011 року:
|          | Загалом | Допрацездатний вік | Працездатний вік | Постпрацездатний вік |
| -------- | ------- | ------------------ | ---------------- | -------------------- |
| Чоловіки | 146     | 32                 | 94               | 20                   |
| Жінки    | 140     | 30                 | 78               | 32                   |
| Разом    | 286     | 62                 | 172              | 52                   |

## Культура
У листопаді 2010 року Дубровиця Мала була одним з місць проведення XIX Фестивалю української культури «Підляська осінь».

## Особистості

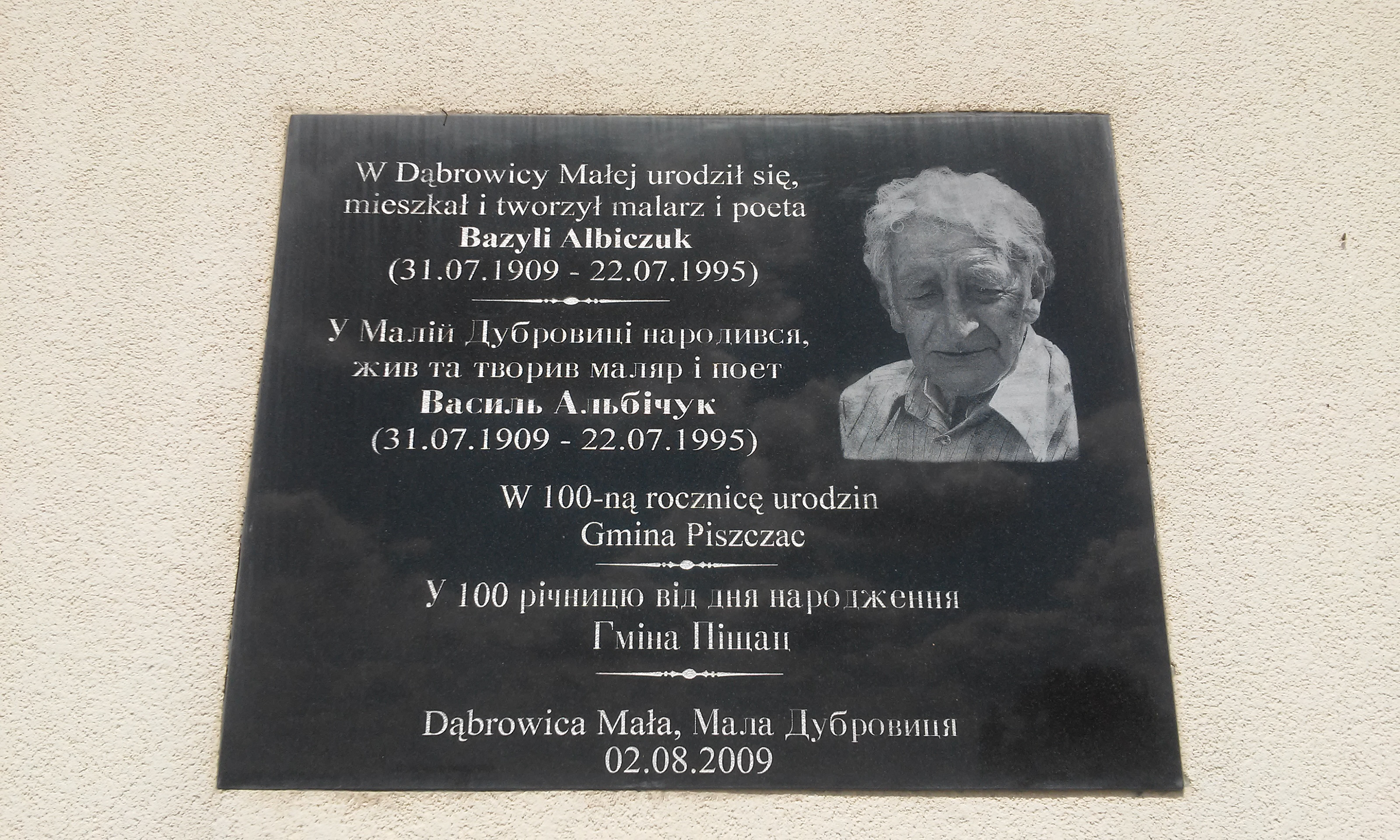
Пам'ятна дошка Василю Альбічуку

### Народилися
- Василь Альбічук (1909—1995) — український художник і поет у Польщі, народився проживав і творив у Дубровиці Малій, помер і похований також тут[4][2].